# Grabina (gmina Halinów)
Grabina – wieś sołecka w Polsce położona w województwie mazowieckim, w powiecie mińskim, w gminie Halinów.
W latach 1975–1998 miejscowość należała administracyjnie do województwa warszawskiego.
Wierni Kościoła rzymskokatolickiego należą do parafii św. Anny w Długiej Kościelnej.

## Komunikacja
Kursują autobusy Stalko Zielonka (tylko w dni robocze i nauki szkolnej) zatrzymują się na pętli przy drodze między Józefinem a Sulejówkiem. Do najbliższej stacji kolejowej (Sulejówek Miłosna) jest 1 km.